# 三宅捷
三宅捷（1894年9月23日—1967年12月7日），日本生物家、化學家。1918年畢業於日本東北帝國大學的他，在升格教授後，於1926年前往台灣任教。
三宅捷最大成就就是就任台北帝國大學教授期間，對台灣農業的生物化學方面奉獻。他不但催生台北帝國大學農學部，也是該校第一任農學部部長，他所鑽研的醣類研究，影響台灣學術界甚鉅。
1945年台灣日治時期結束後，三宅捷返回日本，仍鑽研農科生化學術，並繼續於日本兵庫農科大學擔任教授。身後則留有《炭水化物概論》等著作。